# باول إبستاين
باول إبستاين (بالألمانية: Paul Epstein)‏ هو رياضياتي وأستاذ جامعي ألماني، ولد في 24 يوليو 1871 في فرانكفورت في ألمانيا، وتوفي في 11 أغسطس 1939 في Dornbusch (Frankfurt am Main) ‏ في ألمانيا.